# ノストロモ谷
ノストロモ谷（ノストロモたに、英語: Nostromo Chasma、[nɒsˈtroʊmoʊ ˈkæzmə]）は、冥王星の衛星カロンにあるカズマ地形である。2015年7月に無人探査機ニュー・ホライズンズが冥王星をフライバイする際に発見した。映画『エイリアン』に登場する宇宙貨物船ノストロモ号にちなんで名付けられた。